# Nationalliga B (Eishockey) 2005/06
Die Saison 2005/06 war die 59. reguläre Austragung der Nationalliga B, der zweithöchsten Schweizer Spielklasse im Eishockey.
Die Meisterschaft gewann der Vorjahressieger EHC Biel, der knapp in der Liga-Qualifikation am NLA-Absteiger Fribourg-Gottéron scheiterte. Ein Verfahren des EHC Biel aufgrund eines falsch eingesetzten Spielers der Kloten Flyers war noch anhängig.

## Teilnehmer

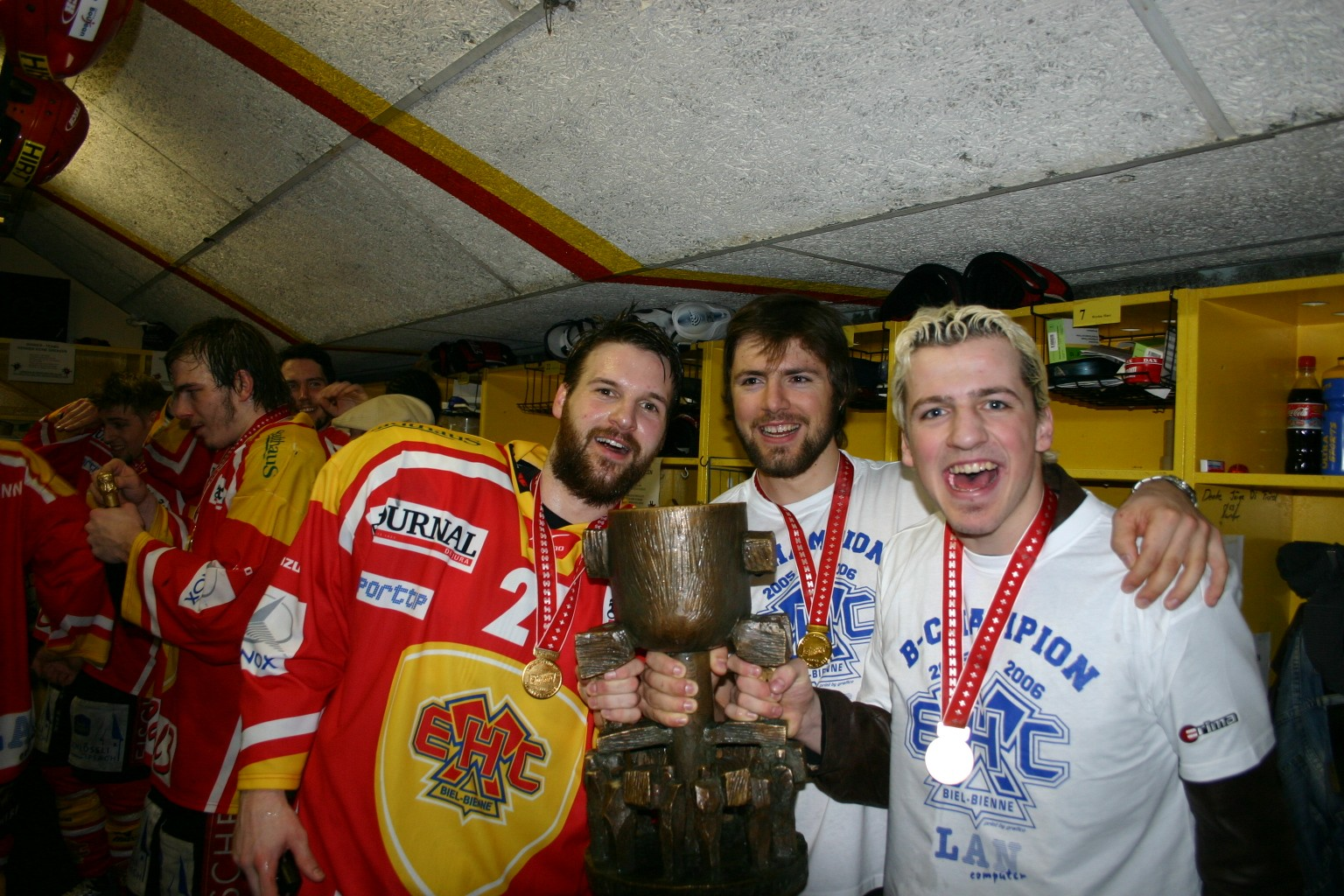
Meister der NLB: EHC Biel

In der Saison 2005/06 spielten folgende Mannschaften:
- HC Ajoie
- EHC Biel
- HC La Chaux-de-Fonds
- EHC Chur
- Forward Morges HC (Rückzug)
- SC Langenthal
- Lausanne HC
- GCK Lions
- HC Martigny
- EHC Olten
- HC Sierre
- EHC Visp

## Modus
Gespielt wurden von den 12 Teams 2 Doppelrunden zu je 22 Spielen. Danach ermittelten die besten acht Mannschaften den Schweizer Meister im Play-off-Stil. Viertelfinals, Halbfinals und der Final wurden jeweils nach dem Modus Best-of-Seven gespielt.
Die anderen vier Mannschaften ermittelten in den Play-outs diejenige Mannschaft, die in die 1. Liga absteigt.

## Vorrunde

### Tabelle
| Platz | Verein     | Spiele | S  | U | N  | Torv.   | Pkt. |
| ----- | ---------- | ------ | -- | - | -- | ------- | ---- |
| 1.    | Biel       | 42     | 27 | 1 | 14 | 183:110 | 55   |
| 2.    | Sierre     | 42     | 23 | 6 | 13 | 181:152 | 52   |
| 3.    | Langenthal | 42     | 24 | 4 | 14 | 157:139 | 52   |
| 4.    | Lausanne   | 42     | 21 | 8 | 13 | 148:123 | 50   |
| 5.    | Visp       | 42     | 20 | 8 | 14 | 164:123 | 48   |
| 6.    | Chur       | 42     | 19 | 7 | 16 | 133:134 | 45   |
| 7.    | Olten      | 42     | 18 | 6 | 18 | 121:125 | 42   |
| 8.    | GCK Lions  | 42     | 16 | 5 | 21 | 123:140 | 37   |
| 9.    | Chx-de-Fds | 42     | 14 | 4 | 24 | 130:158 | 32   |
| 10.   | Ajoie      | 42     | 13 | 3 | 26 | 135:206 | 29   |
| 11.   | Martigny   | 42     | 07 | 3 | 32 | 119:193 | 17   |
|       | Morges     | 22     | 12 | 1 | 09 | 077:068 | 25   |

### Beste Scorer
Abkürzungen: GP = Spiele, G = Tore, A = Assists, Pts = Punkte; Fett: Saisonbestwert
| Spieler          | Team       | GP | G  | A  | Pts |
| ---------------- | ---------- | -- | -- | -- | --- |
| Lee Jinman       | Sierre     | 42 | 41 | 62 | 103 |
| Derek Cormier    | Sierre     | 42 | 39 | 60 | 99  |
| Patrice Lefebvre | Biel       | 42 | 18 | 56 | 74  |
| Éric Lecompte    | Langenthal | 41 | 27 | 46 | 73  |
| Jesse Bélanger   | Biel       | 40 | 38 | 34 | 72  |
| Martin Bergeron  | Ajoie      | 38 | 26 | 43 | 69  |
| Stéphane Roy     | Visp       | 37 | 20 | 41 | 61  |
| Steve Larouche   | Langenthal | 36 | 22 | 38 | 60  |
| Philipp Orlandi  | Visp       | 42 | 23 | 36 | 59  |
| Martin Gendron   | Ajoie      | 38 | 25 | 30 | 55  |

## Rekorde
Topscorer: Lee Jinman  HC Sierre, Tore: 41  Assists: 62 Total: 103
Strafen: Francesco Bizzozero  HC Chur 2 min: 50 Strafmin./Spiel: 3,7, Total: 127
Zuschauerrekord: 18. Oktober Lausanne – Morges 5112
Zuschauer-Minusrekord: 3. November  GCK Lions – HC Martigny 81
Meiste Tore: 2. Dezember Visp – HC Sierre 8:7
Strafminuten: 22. November Lausanne – Martigny 154, davon 95 für Martigny

## Playoffs

### Viertelfinal (Best-of-7)
EHC Biel – GCK Lions Endstand: 4:1
```
17.02.2006 NLB Playoff 1/4-Final (1) EHC Biel – GCK Lions 5:2 (2:1, 2:0, 1:1)
19.02.2006 NLB Playoff 1/4-Final (2) GCK Lions – EHC Biel 2:6 (1:2, 1:2, 0:2)
21.02.2006 NLB Playoff 1/4-Final (3) EHC Biel – GCK Lions 2:5 (0:2, 1:1, 1:2)
24.02.2006 NLB Playoff 1/4-Final (4) GCK Lions – EHC Biel 2:5 (1:2, 0:0, 1:3)
26.02.2006 NLB Playoff 1/4-Final (5) EHC Biel – GCK Lions 4:1 (0:1, 0:0, 4:0)
```

HC Sierre – EHC Olten Endstand: 4:1
```
17.02.2006 NLB Playoff 1/4-Final (1) HC Sierre-Anniviers – EHC Olten 6:2 (1:0, 4:0, 1:2)
19.02.2006 NLB Playoff 1/4-Final (2) EHC Olten – HC Sierre-Anniviers 3:1 (0:0, 1:0, 2:1)
21.02.2006 NLB Playoff 1/4-Final (3) HC Sierre-Anniviers – EHC Olten 4:1 (1:0, 2:0, 1:1)
24.02.2006 NLB Playoff 1/4-Final (4) EHC Olten – HC Sierre-Anniviers 1:3 (1:1, 0:0, 0:2)
26.02.2006 NLB Playoff 1/4-Final (5) HC Sierre-Anniviers – EHC Olten 6:1 (1:0, 2:1, 3:0)
```

HC Lausanne – EHC Visp Endstand: 4:3
```
17.02.2006 NLB Playoff 1/4-Final (1) Lausanne HC – EHC Visp 5:4 (2:2, 2:2, 1:0)
19.02.2006 NLB Playoff 1/4-Final (2) EHC Visp – Lausanne HC 3:4 (2:0, 0:2, 1:2)
21.02.2006 NLB Playoff 1/4-Final (3) Lausanne HC – EHC Visp 3:2 (1:0, 2:2, 0:0)
24.02.2006 NLB Playoff 1/4-Final (4) EHC Visp – Lausanne HC 2:1 (1:0, 1:0, 0:1)
02.03.2006 NLB Playoff 1/4-Final (5) Lausanne HC – EHC Visp 1:5 (0:1, 0:2, 1:2)
04.03.2006 NLB Playoff 1/4-Final (6) EHC Visp – Lausanne HC 4:3 (3:1, 1:2, 0:0)
05.03.2006 NLB Playoff 1/4-Final (7) Lausanne HC – EHC Visp 2:1 (0:0, 2:0, 0:1)
```

SC Langenthal – EHC Chur Endstand: 4:1
```
17.02.2006 NLB Playoff 1/4-Final (1) SC Langenthal – EHC Chur 3:2 (1:2, 0:0, 1:0, 1:0) n.
 
V.
19.02.2006 NLB Playoff 1/4-Final (2) EHC Chur – SC Langenthal 4:3 (1:1, 1:1, 2:1)
21.02.2006 NLB Playoff 1/4-Final (3) SC Langenthal – EHC Chur 6:1 (4:0, 1:1, 1:0)
24.02.2006 NLB Playoff 1/4-Final (4) EHC Chur – SC Langenthal 4:5 (2:0, 1:2, 1:3)
26.02.2006 NLB Playoff 1/4-Final (5) SC Langenthal – EHC Chur 5:3 (3:2, 1:0, 1:1)
```

### Halbfinal (Best-of-7)
EHC Biel – HC Lausanne Endstand 4:1
```
07.03.2006 NLB Playoff 1/2-Final (1 ) EHC Biel – Lausanne HC 11:3 (1:0, 4:1, 6:2)
10.03.2006 NLB Playoff 1/2-Final (2 ) Lausanne HC – EHC Biel 3:5 (1:1, 0:1, 2:3)
12.03.2006 NLB Playoff 1/2-Final (3 ) EHC Biel – Lausanne HC 5:2 (1:1, 1:1, 3:0)
14.03.2006 NLB Playoff 1/2-Final (4 ) Lausanne HC – EHC Biel 5:4 (1:0, 0:2, 3:2, 1:0) n.
 
V.
17.03.2006 NLB Playoff 1/2-Final (5 ) EHC Biel – Lausanne HC 8:1 (2:0, 1:1, 5:0)
```

HC Sierre – SC Langenthal Endstand 4:3
```
05.03.2006 NLB Playoff 1/2-Final (1 ) HC Sierre-Anniviers – SC Langenthal 4:2 (1:1, 0:0, 3:1)
07.03.2006 NLB Playoff 1/2-Final (2 ) SC Langenthal – HC Sierre-Anniviers 3:4 (1:1, 0:0, 2:2, 0:1) n.
 
V.
10.03.2006 NLB Playoff 1/2-Final (3 ) HC Sierre-Anniviers – SC Langenthal 2:6 (0:2, 0:1, 2:3)
12.03.2006 NLB Playoff 1/2-Final (4 ) SC Langenthal – HC Sierre-Anniviers 5:3 (1:0, 3:1, 1:2)
14.03.2006 NLB Playoff 1/2-Final (5 ) HC Sierre-Anniviers – SC Langenthal 5:7 (1:3, 2:3, 2:1)
17.03.2006 NLB Playoff 1/2-Final (6 ) SC Langenthal – HC Sierre-Anniviers 1:2 (0:0, 1:0, 0:2)
19.03.2006 NLB Playoff 1/2-Final (7 ) HC Sierre-Anniviers – SC Langenthal 4:1 (1:0, 1:1, 2:0)
```

### Final (Best-of-7)
EHC Biel – HC Sierre Endstand 4:1
```
21.03.2006 NLB Playoff Final (1)  EHC Biel – HC Sierre-Anniviers 5:2 (1:1, 2:1, 2:0)
24.03.2006 NLB Playoff Final (2)  HC Sierre-Anniviers – EHC Biel 2:3 (1:0, 0:2, 1:1)
26.03.2006 NLB Playoff Final (3)  EHC Biel – HC Sierre-Anniviers 3:4 (0:1, 1:0, 2:3)
28.03.2006 NLB Playoff Final (4)  HC Sierre-Anniviers – EHC Biel 3:5 (0:3, 3:1, 0:1)
31.03.2006 NLB Playoff Final (5)  EHC Biel – HC Sierre-Anniviers 10:0 (2:0, 4:0, 4:0)
```

### NLA Ligaqualifikation
HC Fribourg-Gottéron – EHC Biel Endstand: 4:2
```
06.04.2006 NLA Ligaqualifikation (1) HC Fribourg-Gottéron – EHC Biel 6:3 (1:2, 2:0, 3:1)
08.04.2006 NLA Ligaqualifikation (2) EHC Biel – HC Fribourg-Gottéron 2:3 (1:1, 0:2, 1:0)
11.04.2006 NLA Ligaqualifikation (3) HC Fribourg-Gottéron – EHC Biel 1:5 (1:0, 0:3, 0:2)
13.04.2006 NLA Ligaqualifikation (4) EHC Biel – HC Fribourg-Gottéron 2:7 (0:1, 2:4, 0:2)
15.04.2006 NLA Ligaqualifikation (5) HC Fribourg-Gottéron – EHC Biel 1:3 (0:0, 1:1, 0:2)
17.04.2006 NLA Ligaqualifikation (6) EHC Biel – HC Fribourg-Gottéron 3:5 (1:0, 0:1, 2:4)
```

## Play-out
In der Saison 2005/06 wurden keine Spiele gegen den Abstieg in der Nationalliga B ausgetragen. Der HC Forward Morges zog sein Team nach der 22. Runde wegen Finanzproblemen zurück. Es stand damit als Absteiger fest.

## Ausblick Saison 2006/07
Der EHC Biel verblieb nach der verpassten Ligaqualifikation gegen Fribourg in der NLB. In der Saison 2006/07 spielten alle oben genannten Mannschaften (mit Ausnahme des Forward Morges HC der durch den 1. Liga-Meister HC Thurgau ersetzt wurde.)